# Залесе (гміна Сенниця)
Залесе (пол. Zalesie) — село в Польщі, у гміні Сенниця Мінського повіту Мазовецького воєводства.
Населення — 175 осіб (2011).
У 1975-1998 роках село належало до Седлецького воєводства.

## Демографія
Демографічна структура станом на 31 березня 2011 року:
|          | Загалом | Допрацездатний вік | Працездатний вік | Постпрацездатний вік |
| -------- | ------- | ------------------ | ---------------- | -------------------- |
| Чоловіки | 86      | 12                 | 64               | 10                   |
| Жінки    | 89      | 18                 | 53               | 18                   |
| Разом    | 175     | 30                 | 117              | 28                   |